# Saint-Jean-de-Laur
Pour les articles homonymes, voir Saint-Jean.
Saint-Jean-de-Laur est une commune française, située dans le sud-est du département du Lot en région Occitanie.
Elle est également dans le causse de Limogne, un des quatre causses du Quercy, dénudé et clairsemé de champs de lavande, de genévriers et de chênes truffiers.
Exposée à un climat océanique altéré, elle est drainée par le Lot, le ruisseau de Lantouy et par un autre cours d'eau. Incluse dans le parc naturel régional des Causses du Quercy, qui a depuis 2017 le label de géoparc mondial Unesco, la commune possède un patrimoine naturel remarquable :  un espace protégé (la réserve naturelle nationale d'intérêt géologique du département du Lot) et trois zones naturelles d'intérêt écologique, faunistique et floristique.
Saint-Jean-de-Laur est une commune rurale qui compte 247 habitants en 2022, après avoir connu un pic de population de 986 habitants en 1806.  Ses habitants sont appelés les Jeanlaurois ou  Jeanlauroises.

## Géographie

### Communes limitrophes
Les communes limitrophes sont  Cajarc, Calvignac, Limogne-en-Quercy, Martiel, Puyjourdes et Salvagnac-Cajarc.
La commune est limitrophe du département de l'Aveyron.
|                   | Cajarc             |                            |
| Calvignac         | Saint-Jean-de-Laur | Salvagnac-Cajarc (Aveyron) |
| Limogne-en-Quercy | Puyjourdes         | Martiel (Aveyron)          |

La commune n'a qu'un point commun avec celle de Promilhanes, le tripoint où se rencontrent également Puyjourdes et Limogne-en-Quercy.

### Climat
Pour des articles plus généraux, voir Climat de l'Occitanie et Climat du Lot.
En 2010, le climat de la commune est de type climat océanique altéré, selon une étude s'appuyant sur une série de données couvrant la période 1971-2000. En 2020, Météo-France publie une typologie des climats de la France métropolitaine dans laquelle la commune est toujours exposée à un climat océanique altéré et est dans la région climatique Ouest et nord-ouest du Massif Central, caractérisée par une pluviométrie annuelle de 900 à 1 500 mm, maximale en automne et en hiver.
Pour la période 1971-2000, la température annuelle moyenne est de 11,9 °C, avec une amplitude thermique annuelle de 15,3 °C. Le cumul annuel moyen de précipitations est de 977 mm, avec 11,7 jours de précipitations en janvier et 6,5 jours en juillet. Pour la période 1991-2020, la température moyenne annuelle observée sur la station météorologique la plus proche, située sur la commune de Faycelles à 20 km à vol d'oiseau, est de 13,1 °C et le cumul annuel moyen de précipitations est de 806,2 mm,. Pour l'avenir, les paramètres climatiques de la commune estimés pour 2050 selon différents scénarios d'émission de gaz à effet de serre sont consultables sur un site dédié publié par Météo-France en novembre 2022.

### Milieux naturels et biodiversité

#### Espaces protégés
La protection réglementaire est le mode d’intervention le plus fort pour préserver des espaces naturels remarquables et leur biodiversité associée,.
La commune fait partie du parc naturel régional des Causses du Quercy, un espace protégé créé en 1999 et d'une superficie de 183 039 ha, qui s'étend sur 102 communes du département du Lot. La cohérence du territoire du Parc s’est fondée sur l’unité géologique d’un même socle de massif karstique, entaillé de profondes vallées. Le périmètre repose sur une unité de paysages autour de la pierre et du bâti (souvent en pierre sèche), de l’empreinte des pelouses sèches et du pastoralisme et de l’omniprésence des patrimoines naturels et culturels,. Ce parc a été classé Géoparc en mai 2017 sous la dénomination « géoparc des causses du Quercy », faisant dès lors partie du réseau mondial des Géoparcs, soutenu par l’UNESCO,.
Un  autre espace protégé est présent sur la commune : 
la réserve naturelle nationale d'intérêt géologique du département du Lot, classée en 2015 et d'une superficie de 800 ha, composée de 59 sites d'intérêts géomorphologique, minéralogique, tectonique et paléontologique remarquables,.

#### Zones naturelles d'intérêt écologique, faunistique et floristique
L’inventaire des zones naturelles d'intérêt écologique, faunistique et floristique (ZNIEFF) a pour objectif de réaliser une couverture des zones les plus intéressantes sur le plan écologique, essentiellement dans la perspective d’améliorer la connaissance du patrimoine naturel national et de fournir aux différents décideurs un outil d’aide à la prise en compte de l’environnement dans l’aménagement du territoire.
Deux ZNIEFF de type 1 sont recensées sur la commune :
le « cours moyen du Lot » (1 543 ha), couvrant 33 communes dont huit dans l'Aveyron et 25 dans le Lot et 
la « montagne de Gaïfié et combes des ruisseaux de l'Oule et de Soubeyre » (1 461 ha), couvrant 7 communes dont quatre dans l'Aveyron et trois dans le Lot
et une ZNIEFF de type 2, : 
la « Moyenne vallée du Lot » (7 893 ha), couvrant 36 communes dont huit dans l'Aveyron et 28 dans le Lot.

Cartes des ZNIEFF de type 1 et 2 à Saint-Jean-de-Laur.
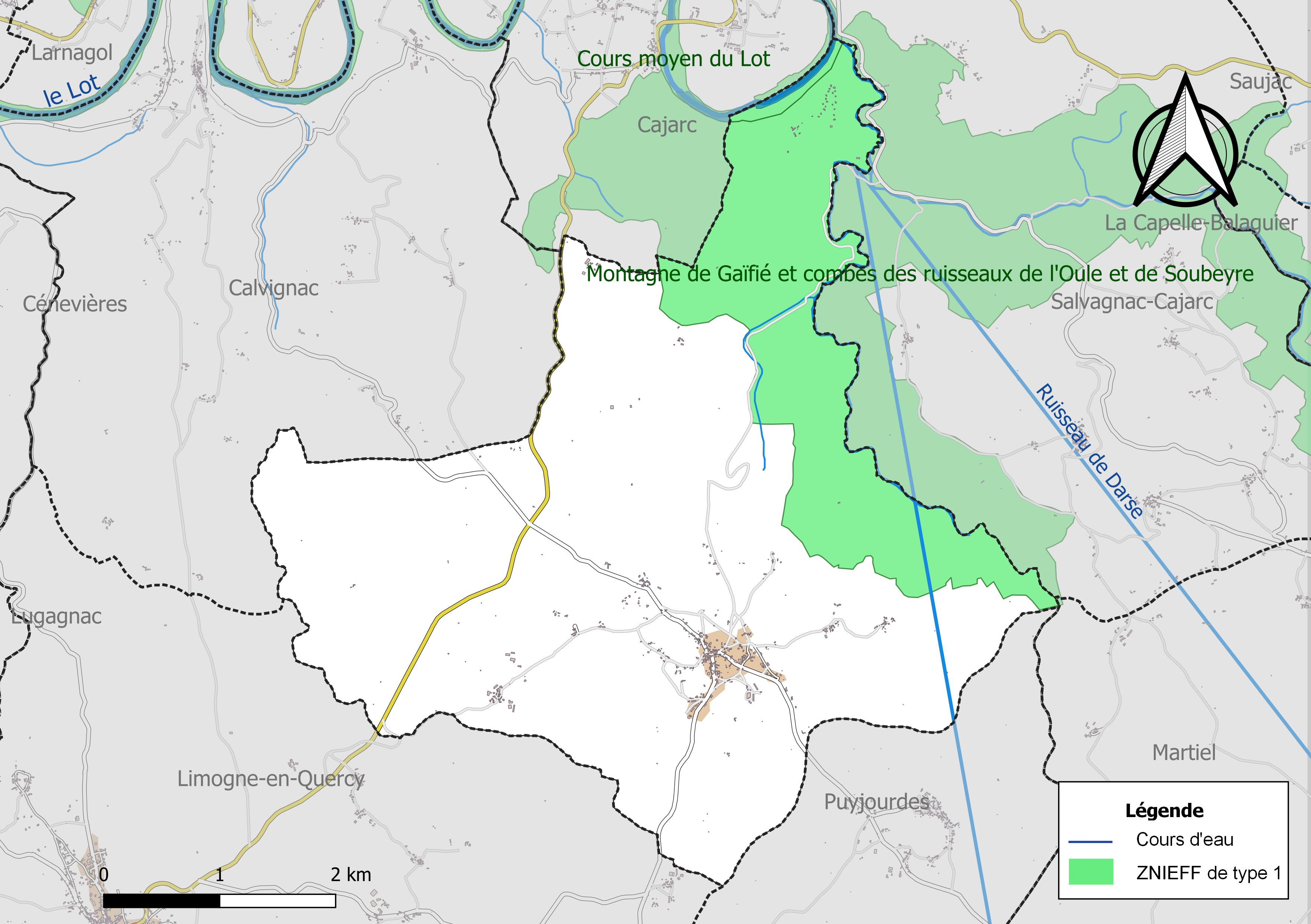
Carte des ZNIEFF de type 1 sur la commune.
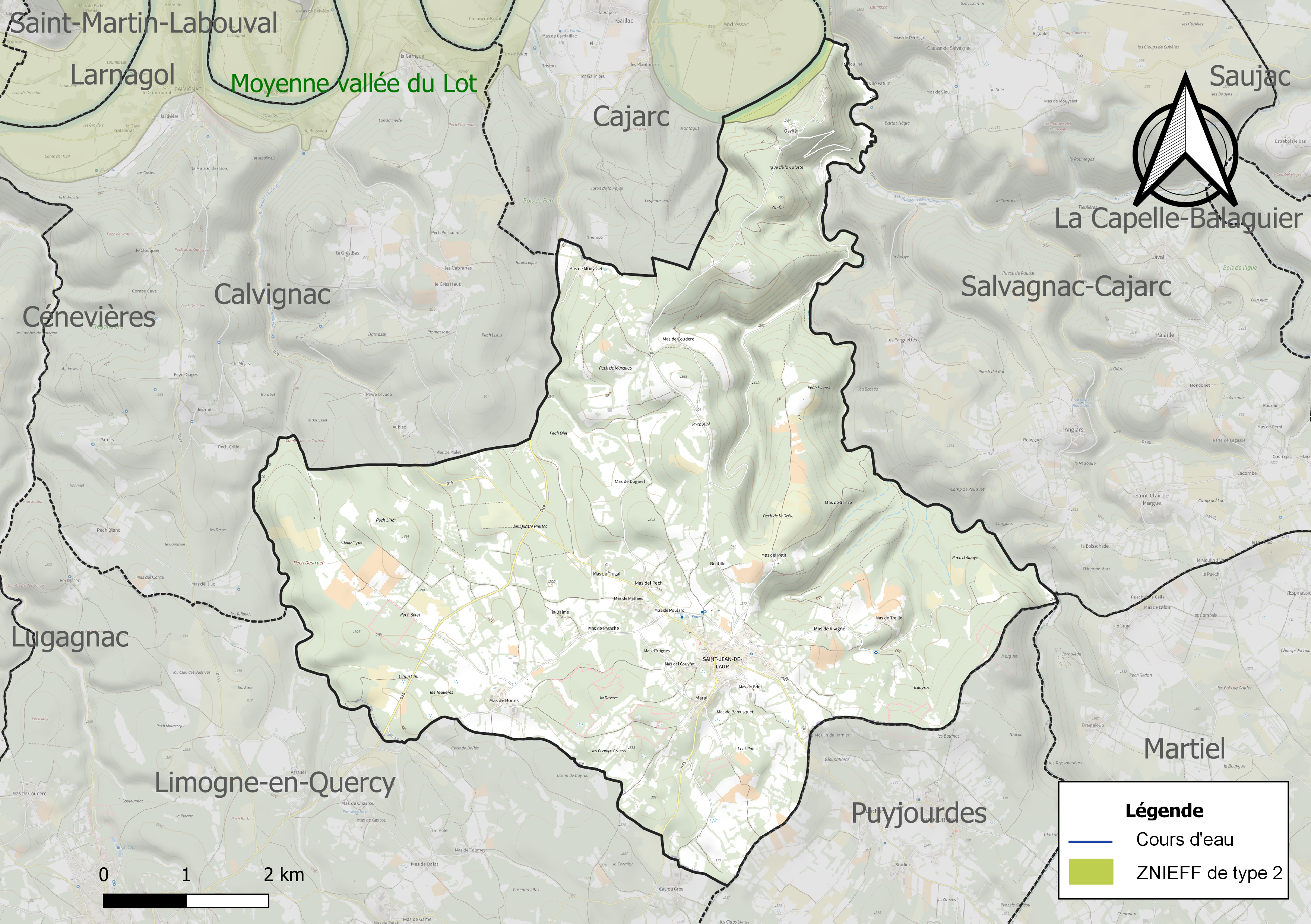
Carte de la ZNIEFF de type 2 sur la commune.

## Urbanisme

### Typologie
Au 1er janvier 2024, Saint-Jean-de-Laur est catégorisée commune rurale à habitat très dispersé, selon la nouvelle grille communale de densité à sept niveaux définie par l'Insee en 2022.
Elle est située hors unité urbaine et hors attraction des villes,.

### Occupation des sols
L'occupation des sols de la commune, telle qu'elle ressort de la base de données européenne d’occupation biophysique des sols Corine Land Cover (CLC), est marquée par l'importance des forêts et milieux semi-naturels (57,7 % en 2018), en diminution par rapport à 1990 (61,7 %). La répartition détaillée en 2018 est la suivante : 
forêts (52,9 %), zones agricoles hétérogènes (32,5 %), prairies (8,2 %), milieux à végétation arbustive et/ou herbacée (4,9 %), zones urbanisées (1,2 %), eaux continentales (0,4 %). L'évolution de l’occupation des sols de la commune et de ses infrastructures peut être observée sur les différentes représentations cartographiques du territoire : la carte de Cassini (XVIIIe siècle), la carte d'état-major (1820-1866) et les cartes ou photos aériennes de l'IGN pour la période actuelle (1950 à aujourd'hui).

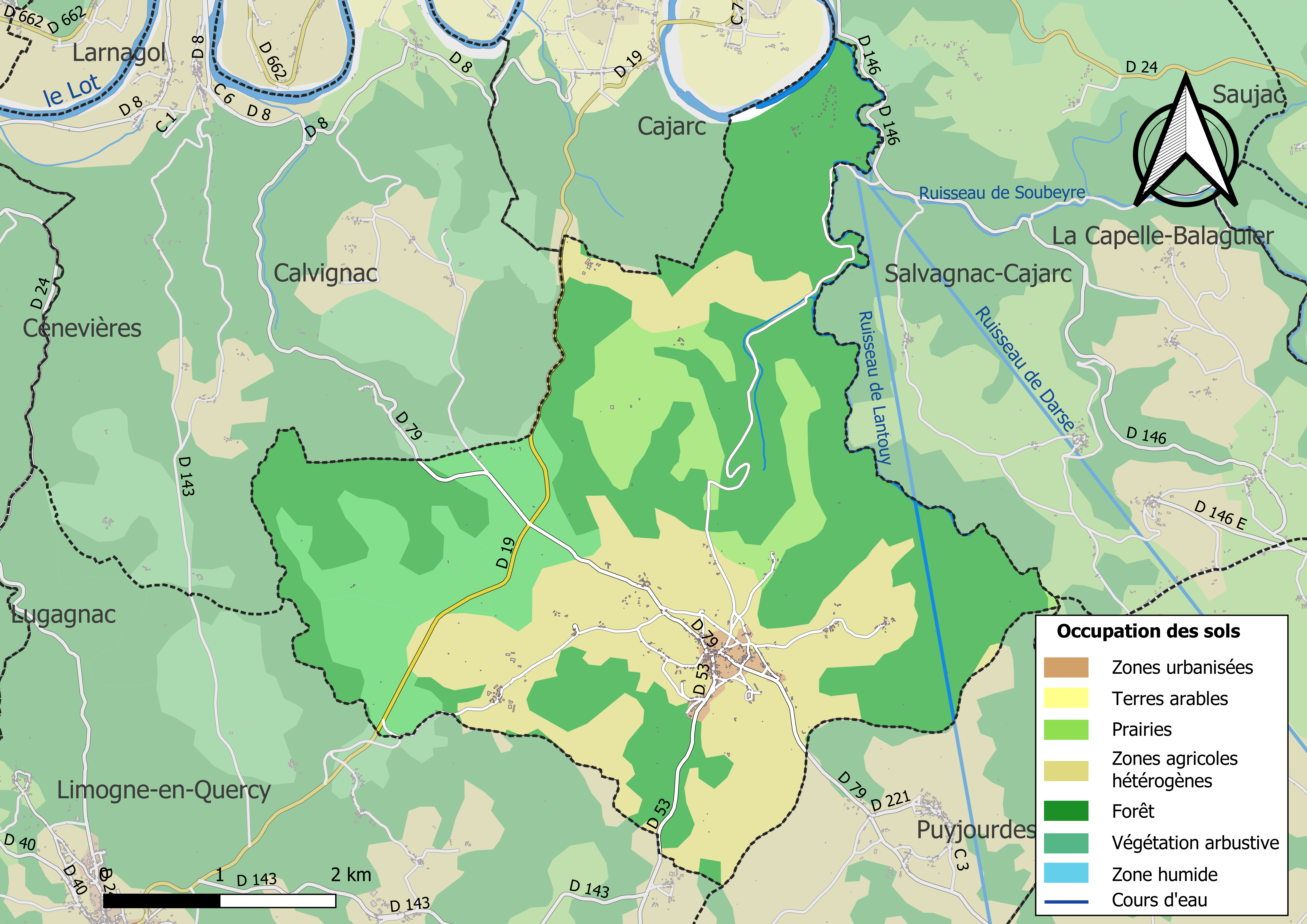
Carte des infrastructures et de l'occupation des sols de la commune en 2018 (CLC).

### Risques majeurs
Le territoire de la commune de Saint-Jean-de-Laur est vulnérable à différents aléas naturels : météorologiques (tempête, orage, neige, grand froid, canicule ou sécheresse), inondations, feux de forêts, mouvements de terrains et séisme (sismicité très faible). Il est également exposé à un risque technologique, la rupture d'un barrage. Un site publié par le BRGM permet d'évaluer simplement et rapidement les risques d'un bien localisé soit par son adresse soit par le numéro de sa parcelle.

#### Risques naturels
Certaines parties du territoire communal sont susceptibles d’être affectées par le risque d’inondation par débordement de cours d'eau, notamment le Lot et La cartographie des zones inondables en ex-Midi-Pyrénées réalisée dans le cadre du XIe Contrat de plan État-région, visant à informer les citoyens et les décideurs sur le risque d’inondation, est accessible sur le site de la DREAL Occitanie. La commune a été reconnue en état de catastrophe naturelle au titre des dommages causés par les inondations et coulées de boue survenues en 1982, 1999 et 2003,.
Saint-Jean-de-Laur est exposée au risque de feu de forêt du fait de la présence sur son territoire du massif de la Moyenne vallée du Lot. Un plan départemental de protection des forêts contre les incendies a été approuvé par arrêté préfectoral le 30 novembre 2015 pour la période 2015-2025. Les propriétaires doivent ainsi couper les broussailles, les arbustes et les branches basses sur une profondeur de 50 mètres, aux abords des constructions, chantiers, travaux et installations de toute nature, situées à moins de 200 mètres de terrains en nature
de bois, forêts, plantations, reboisements, landes ou friches. Le brûlage des déchets issus de l’entretien des parcs et jardins des ménages et des collectivités est interdit. L’écobuage est également interdit, ainsi que les feux de type méchouis et barbecues, à l’exception de ceux prévus dans des installations fixes (non situées sous couvert d'arbres) constituant une dépendance d'habitation.

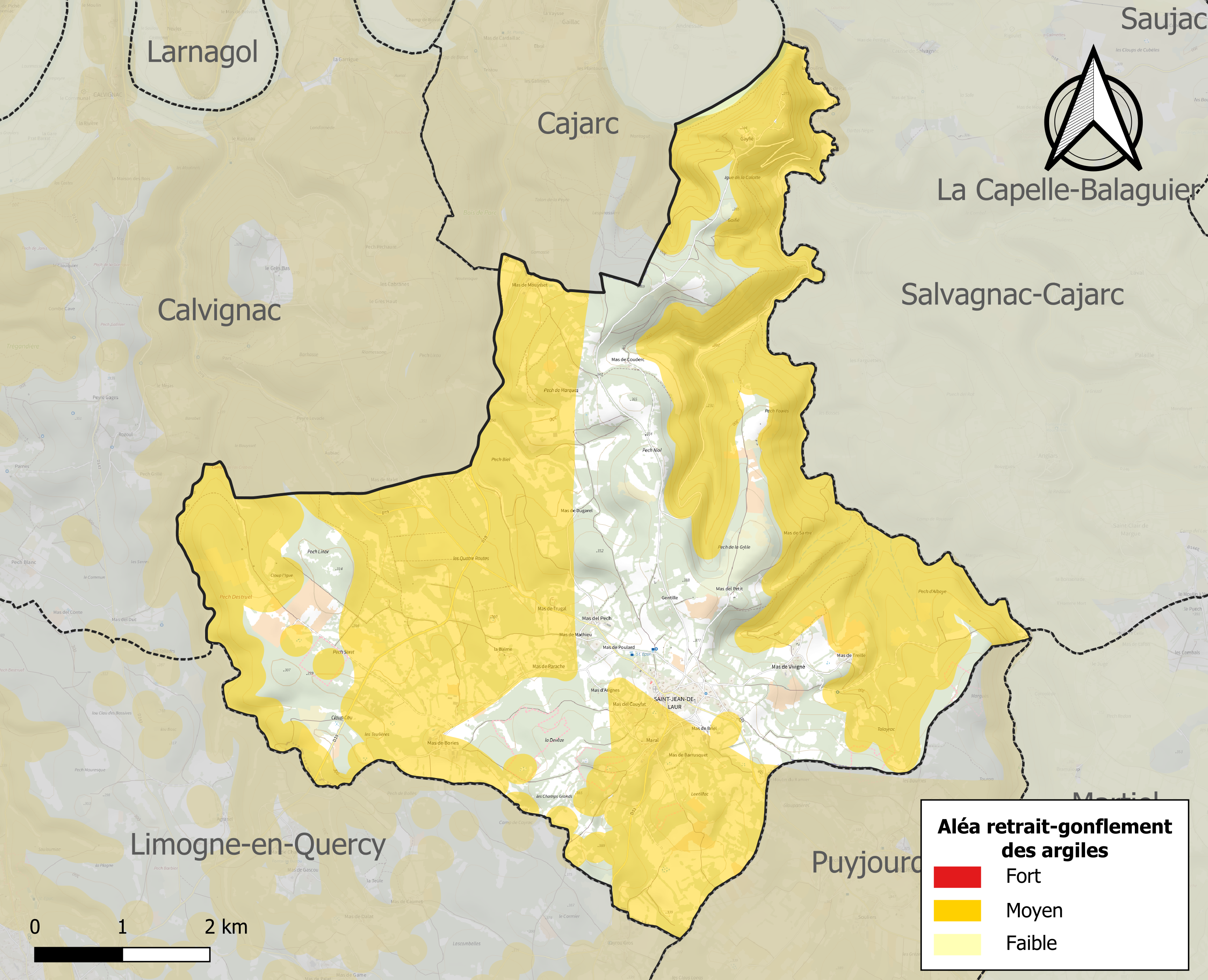
Carte des zones d'aléa retrait-gonflement des sols argileux de Saint-Jean-de-Laur.

Les mouvements de terrains susceptibles de se produire sur la commune sont des affaissements et effondrements liés aux cavités souterraines (hors mines) et des éboulements, chutes de pierres et de blocs. Par ailleurs, afin de mieux appréhender le risque d’affaissement de terrain, l'inventaire national des cavités souterraines permet de localiser celles situées sur la commune.
Le retrait-gonflement des sols argileux est susceptible d'engendrer des dommages importants aux bâtiments en cas d’alternance de périodes de sécheresse et de pluie. 67,8 % de la superficie communale est en aléa moyen ou fort (67,7 % au niveau départemental et 48,5 % au niveau national). Sur les 220 bâtiments dénombrés sur la commune en 2019, 94 sont en aléa moyen ou fort, soit 43 %, à comparer aux 72 % au niveau départemental et 54 % au niveau national. Une cartographie de l'exposition du territoire national au retrait gonflement des sols argileux est disponible sur le site du BRGM,.
Par ailleurs, afin de mieux appréhender le risque d’affaissement de terrain, l'inventaire national des cavités souterraines permet de localiser celles situées sur la commune.
Concernant les mouvements de terrains, la commune a été reconnue en état de catastrophe naturelle au titre des dommages causés par des mouvements de terrain en 1999.

#### Risques technologiques
La commune est en outre située en aval des barrages de Grandval et de Sarrans, des ouvrages de classe A disposant d'une retenue de respectivement 270,6 millions et 296 millions de mètres cubes,. À ce titre elle est susceptible d’être touchée par l’onde de submersion consécutive à la rupture d'un de ces ouvrages.

## Toponymie
Le toponyme Saint-Jean-de-Laur est basé sur l'hagiotoponyme chrétien qui fait référence à Jean-Baptiste, Jean l'Évangéliste et de nombreux papes et saints. Il se termine par Laur qui veut dire laurier en occitan,.

## Politique et administration
| Période                                  | Période    | Identité                        | Étiquette | Qualité |
| ---------------------------------------- | ---------- | ------------------------------- | --------- | ------- |
| 1793                                     | 1795       | Antoine Brugour                 |           |         |
| 1795                                     | 1796       | Jean Richard                    |           |         |
| 1796                                     | 1798       | Jean Pierre Pradayrol           |           |         |
| 1798                                     | 1799       | Louis Gibrat                    |           |         |
| 1799                                     | 1801       | Bertrand Murac                  |           |         |
| 1801                                     | 1808       | Antoine Romec                   |           |         |
| 1808                                     | 1823       | Jean-baptiste Vernhet           |           |         |
| 1823                                     | 1826       | Jean-louis Pradines             |           |         |
| 1826                                     | 1865       | André Dubreuil                  |           |         |
| 1865                                     | 1866       | Jean-pascal Vinel               |           |         |
| 1866                                     | 1870       | Jean-pierre Sylvestre Romec     |           |         |
| 1870                                     | 1898       | Jean Dominique Isidore Gaillard |           |         |
| 1898                                     | 1902       | Jean-louis Granot               |           |         |
| 1902                                     | 1913       | Sylvain Roques                  |           |         |
| 1913                                     | 1914       | Jean-paul Amédée Gaillard       |           |         |
| 1914                                     | 1919       | Baptiste Bories                 |           |         |
| 1919                                     | 1947       | Jean-paul Amédée Gaillard       |           |         |
| 28.06.1947                               | 26.10.1947 | Emilien Fraysse                 |           |         |
| 1947                                     | 1966       | Paul Bach                       |           |         |
| 1966                                     | 1977       | Norbert Bach                    |           |         |
| 1977                                     | 1983       | Jean Dalat                      |           |         |
| 1983                                     | 1995       | Denis Bories                    |           |         |
| 1995                                     | 2001       | Jean-pierre Ginestet            |           |         |
| 2001                                     | 2008       | Michel Calmettes                |           |         |
| 2008                                     |            | Jean-paul Elie                  |           |         |
| Les données manquantes sont à compléter. |            |                                 |           |         |

## Démographie
L'évolution du nombre d'habitants est connue à travers les recensements de la population effectués dans la commune depuis 1793. Pour les communes de moins de 10 000 habitants, une enquête de recensement portant sur toute la population est réalisée tous les cinq ans, les populations de référence des années intermédiaires étant quant à elles estimées par interpolation ou extrapolation. Pour la commune, le premier recensement exhaustif entrant dans le cadre du nouveau dispositif a été réalisé en 2008.

En 2022, la commune comptait 247 habitants, en évolution de +6,47 % par rapport à 2016 (Lot : +1,31 %, France hors Mayotte : +2,11 %).
| 1793 | 1800 | 1806 | 1821 | 1831 | 1836 | 1841 | 1846 | 1851 |
| ---- | ---- | ---- | ---- | ---- | ---- | ---- | ---- | ---- |
| 759  | 870  | 986  | 838  | 692  | 698  | 688  | 726  | 755  |

| 1856 | 1861 | 1866 | 1872 | 1876 | 1881 | 1886 | 1891 | 1896 |
| ---- | ---- | ---- | ---- | ---- | ---- | ---- | ---- | ---- |
| 743  | 733  | 666  | 704  | 687  | 687  | 663  | 629  | 579  |

| 1901 | 1906 | 1911 | 1921 | 1926 | 1931 | 1936 | 1946 | 1954 |
| ---- | ---- | ---- | ---- | ---- | ---- | ---- | ---- | ---- |
| 621  | 550  | 472  | 376  | 334  | 310  | 298  | 231  | 188  |

| 1962 | 1968 | 1975 | 1982 | 1990 | 1999 | 2006 | 2008 | 2013 |
| ---- | ---- | ---- | ---- | ---- | ---- | ---- | ---- | ---- |
| 173  | 154  | 141  | 179  | 174  | 177  | 200  | 206  | 226  |

| 2018 | 2022 | - | - | - | - | - | - | - |
| ---- | ---- | - | - | - | - | - | - | - |
| 242  | 247  | - | - | - | - | - | - | - |

## Économie

### Revenus
En 2018, la commune compte 114 ménages fiscaux, regroupant 231 personnes. La médiane du revenu disponible par unité de consommation est de 21 840 € (20 740 € dans le département).

### Emploi
|                | 2008  | 2013  | 2018  |
| -------------- | ----- | ----- | ----- |
| Commune        | 5,1 % | 6,5 % | 8,9 % |
| Département    | 7,3 % | 8,9 % | 9,6 % |
| France entière | 8,3 % | 10 %  | 10 %  |

En 2018, la population âgée de 15 à 64 ans s'élève à 124 personnes, parmi lesquelles on compte 72,6 % d'actifs (63,7 % ayant un emploi et 8,9 % de chômeurs) et 27,4 % d'inactifs,. Depuis 2008, le taux de chômage communal (au sens du recensement) des 15-64 ans est inférieur à celui de la France et du département.
La commune est hors attraction des villes,. Elle compte 34 emplois en 2018, contre 32 en 2013 et 25 en 2008. Le nombre d'actifs ayant un emploi résidant dans la commune est de 81, soit un indicateur de concentration d'emploi de 42 % et un taux d'activité parmi les 15 ans ou plus de 42,4 %.
Sur ces 81 actifs de 15 ans ou plus ayant un emploi, 27 travaillent dans la commune, soit 33 % des habitants. Pour se rendre au travail, 80,2 % des habitants utilisent un véhicule personnel ou de fonction à quatre roues, 6,1 % s'y rendent en deux-roues, à vélo ou à pied et 13,6 % n'ont pas besoin de transport (travail au domicile).

### Activités hors agriculture
20 établissements sont implantés  à Saint-Jean-de-Laur au 31 décembre 2019.
Le secteur de la construction est prépondérant sur la commune puisqu'il représente 50 % du nombre total d'établissements de la commune (10 sur les 20 entreprises implantées  à Saint-Jean-de-Laur), contre 13,9 % au niveau départemental.

### Agriculture
|               | 1988 | 2000 | 2010 | 2020  |
| ------------- | ---- | ---- | ---- | ----- |
| Exploitations | 19   | 11   | 11   | 9     |
| SAU (ha)      | 542  | 745  | 916  | 1 122 |

La commune est dans les Causses », une petite région agricole occupant une grande partie centrale du département du Lot. En 2020, l'orientation technico-économique de l'agriculture  sur la commune est la polyculture et/ou le polyélevage. Neuf exploitations agricoles ayant leur siège dans la commune sont dénombrées lors du recensement agricole de 2020 (19 en 1988). La superficie agricole utilisée est de 1 122 ha,,.

## Culture locale et patrimoine

### Lieux et monuments
- Église Saint-Jean-Porte-Latine de Saint-Jean-de-Laur.

La commune possède plusieurs beaux dolmens :
- Dolmens du Mas des Bories appelés aussi Dolmens du Pech Seret : sous un même nom, on regroupe 2 dolmens. Le dolmen no 1 a été dynamité dans les années 1950[44] mais les orthostates sont toujours en place et la table a glissé vers l'arrière. 44° 25′ 19″ N, 1° 48′ 23″ E Le dolmen no 2 est lui en bon état bien qu'une accumulation de pierrailles sur sa table le défigure quelque peu. 44° 25′ 09″ N, 1° 48′ 16″ E
- Dolmen de Quatre Routes : il comporte une belle table et a conservé sa dalle de chevet.44° 25′ 49″ N, 1° 48′ 51″ E,
- Gouffre de l'Oule.
- Ruines de l'Abbaye de Lantouy :

#### Site de l'Insee
1. ↑  « La grille communale de densité », sur le site de l'Insee, 28 mai 2024 (consulté le 28 juin 2024).
2. ↑  Insee, « Métadonnées de la commune de Saint-Jean-de-Laur ».
3. ↑  « Base des aires d'attraction des villes 2020. », sur le site de l'Insee, 21 octobre 2020 (consulté le 28 juin 2024).
4. ↑  Marie-Pierre de Bellefon, Pascal Eusebio, Jocelyn Forest, Olivier Pégaz-Blanc et Raymond Warnod (Insee), « En France, neuf personnes sur dix vivent dans l’aire d’attraction d’une ville », sur le site de l'Insee, 21 octobre 2020 (consulté le 28 juin 2024).
5. ↑  « REV T1 - Ménages fiscaux de l'année 2018 à Saint-Jean-de-Laur » (consulté le 5 février 2022).
6. ↑  « REV T1 - Ménages fiscaux de l'année 2018 dans le Lot » (consulté le 5 février 2022).
7. 1 2  « Emp T1 - Population de 15 à 64 ans par type d'activité en 2018 à Saint-Jean-de-Laur » (consulté le 5 février 2022).
8. ↑  « Emp T1 - Population de 15 à 64 ans par type d'activité en 2018 dans le Lot » (consulté le 5 février 2022).
9. ↑  « Emp T1 - Population de 15 à 64 ans par type d'activité en 2018 dans la France entière » (consulté le 5 février 2022).
10. ↑  « Base des aires d'attraction des villes 2020 », sur site de l'Insee (consulté le 10 avril 2021).
11. ↑  « Emp T5 - Emploi et activité en 2018 à Saint-Jean-de-Laur » (consulté le 5 février 2022).
12. ↑  « ACT T4 - Lieu de travail des actifs de 15 ans ou plus ayant un emploi qui résident dans la commune en 2018 » (consulté le 5 février 2022).
13. ↑  « ACT G2 - Part des moyens de transport utilisés pour se rendre au travail en 2018 » (consulté le 5 février 2022).
14. ↑  « DEN T5 - Nombre d'établissements par secteur d'activité au 31 décembre 2019 à Saint-Jean-de-Laur » (consulté le 14 février 2022).
15. ↑  « DEN T5 - Nombre d'établissements par secteur d'activité au 31 décembre 2019 dans le Lot » (consulté le 14 février 2022).

#### Autres sources
1. ↑  Carte IGN sous Géoportail
2. 1 2  Daniel Joly, Thierry Brossard, Hervé Cardot, Jean Cavailhes, Mohamed Hilal et Pierre Wavresky, « Les types de climats en France, une construction spatiale », Cybergéo, revue européenne de géographie - European Journal of Geography, no 501,‎ 18 juin 2010 (DOI 10.4000/cybergeo.23155, lire en ligne, consulté le 14 novembre 2023)
3. ↑  « Zonages climatiques en France métropolitaine. », sur pluiesextremes.meteo.fr (consulté le 14 novembre 2023).
4. ↑  « Orthodromie entre Saint-Jean-de-Laur et Faycelles », sur fr.distance.to (consulté le 14 novembre 2023).
5. ↑  « Station Météo-France « Faycelles » (commune de Faycelles) - fiche climatologique - période 1991-2020 », sur donneespubliques.meteofrance.fr (consulté le 14 novembre 2023).
6. ↑  « Station Météo-France « Faycelles » (commune de Faycelles) - fiche de métadonnées. », sur donneespubliques.meteofrance.fr (consulté le 14 novembre 2023).
7. ↑  « Climadiag Commune : diagnostiquez les enjeux climatiques de votre collectivité. », sur meteofrance.fr, novembre 2022 (consulté le 14 novembre 2023).
8. ↑  « Les espaces protégés. », sur le site de l'INPN (consulté le 10 mai 2022).
9. ↑  « Liste des espaces protégés sur la commune », sur le site de l'inventaire national du patrimoine naturel (consulté le 2 septembre 2021).
10. ↑  « Le parc naturel régional des Causses du Quercy – charte 2012-2024 »(Archive.org • Wikiwix • Archive.is • Google • Que faire ?), sur parc-causses-du-quercy.fr (consulté le 8 mai 2021).
11. ↑  [PDF]« Le parc naturel régional des Causses du Quercy – charte 2012-2024 - le rapport »(Archive.org • Wikiwix • Archive.is • Google • Que faire ?), sur parc-causses-du-quercy.fr (consulté le 8 mai 2021).
12. ↑  « - fiche descriptive », sur le site de l'inventaire national du patrimoine naturel (consulté le 1er septembre 2021).
13. ↑  « le géoparc des Causses du Quercy »(Archive.org • Wikiwix • Archive.is • Google • Que faire ?), sur le site des Géoparks de l'Unesco (consulté le 26 août 2021).
14. ↑  « Géoparc des Causses du Quercy - fiche descriptive », sur le site de l'inventaire national du patrimoine naturel (consulté le 1er septembre 2021).
15. ↑  « Réserve naturelle d'intérêt géologique du département du Lot. », sur reserves-naturelles.org (consulté le 26 août 2021).
16. ↑  « la réserve naturelle nationale d'intérêt géologique du département du Lot - fiche descriptive », sur le site de l'inventaire national du patrimoine naturel (consulté le 2 septembre 2021).
17. 1 2  « Liste des ZNIEFF de la commune de Saint-Jean-de-Laur », sur le site de l'Inventaire national du patrimoine naturel (consulté le 2 septembre 2021).
18. ↑  « ZNIEFF le « cours moyen du Lot » - fiche descriptive », sur le site de l'inventaire national du patrimoine naturel (consulté le 2 septembre 2021).
19. ↑  « ZNIEFF la « montagne de Gaïfié et combes des ruisseaux de l'Oule et de Soubeyre » - fiche descriptive », sur le site de l'inventaire national du patrimoine naturel (consulté le 2 septembre 2021).
20. ↑  « ZNIEFF la « Moyenne vallée du Lot » - fiche descriptive », sur le site de l'inventaire national du patrimoine naturel (consulté le 2 septembre 2021).
21. ↑  « CORINE Land Cover (CLC) - Répartition des superficies en 15 postes d'occupation des sols (métropole). », sur le site des données et études statistiques du ministère de la Transition écologique. (consulté le 14 avril 2021).
22. 1 2 3  « Les risques près de chez moi - commune de Saint-Jean-de-Laur », sur Géorisques (consulté le 17 octobre 2022).
23. ↑  BRGM, « Évaluez simplement et rapidement les risques de votre bien », sur Géorisques (consulté le 13 septembre 2022).
24. ↑  DREAL Occitanie, « CIZI », sur occitanie.developpement-durable.gouv.fr (consulté le 13 septembre 2022).
25. ↑  « Dossier départemental des risques majeurs dans le Lot », sur lot.gouv.fr (consulté le 13 septembre 2022), partie 1 -  chapitre Risque inondation.
26. ↑  « Dossier départemental des risques majeurs dans le Lot », sur lot.gouv.fr (consulté le 13 septembre 2022).
27. ↑  « Dossier départemental des risques majeurs dans le Lot », sur lot.gouv.fr (consulté le 13 septembre 2022), chapitre Mouvements de terrain.
28. 1 2  « Liste des cavités souterraines localisées sur la commune de Saint-Jean-de-Laur », sur georisques.gouv.fr (consulté le 13 septembre 2022).
29. ↑  « Retrait-gonflement des argiles », sur le site de l'observatoire national des risques naturels (consulté le 13 septembre 2022).
30. ↑  Article R214-112 du code de l’environnement
31. ↑  « barrage de Grandval », sur barrages-cfbr.eu (consulté le 13 septembre 2022).
32. ↑  « barrage de Sarrans », sur barrages-cfbr.eu (consulté le 13 septembre 2022).
33. ↑  « Dossier départemental des risques majeurs dans le Lot », sur lot.gouv.fr (consulté le 13 septembre 2022), chapitre Risque rupture de barrage.
34. ↑  Gaston Bazalgues, « Les noms des communes du Parc », Les cahiers scientifiques du Parc naturel régional des Causses du Quercy, vol. 1,‎ 2014, p. 116 (lire en ligne)
35. ↑  Gaston Bazalgues et Jacqueline Marty-Bazalgues, À la découverte des noms de lieux du Quercy et des communes du Lot : Toponymie lotoise, Aubenas, Gourdon : Éditions de la Bouriane et du Quercy, juin 2002, 133 p. (ISBN 9782910540166, OCLC 219575343, BNF 40220401), p. 121.
36. ↑  « Les maires de Saint-Jean-de-Laur », sur Site francegenweb, mars 2019 (consulté le 20 mai 2020).
37. ↑  L'organisation du recensement, sur insee.fr.
38. ↑  Calendrier départemental des recensements, sur insee.fr.
39. ↑  Des villages de Cassini aux communes d'aujourd'hui sur le site de l'École des hautes études en sciences sociales.
40. ↑  Fiches Insee - Populations de référence de la commune pour les années 2006, 2007, 2008, 2009, 2010, 2011, 2012, 2013, 2014, 2015, 2016, 2017, 2018, 2019, 2020, 2021 et 2022.
41. ↑  « Les régions agricoles (RA), petites régions agricoles(PRA) - Année de référence : 2017 », sur agreste.agriculture.gouv.fr (consulté le 14 février 2022).
42. ↑  Présentation des premiers résultats du recensement agricole 2020, Ministère de l’agriculture et de l’alimentation, 10 décembre 2021
43. ↑  « Fiche de recensement agricole - Exploitations ayant leur siège dans la commune de Saint-Jean-de-Laur - Données générales », sur recensement-agricole.agriculture.gouv.fr (consulté le 14 février 2022).
44. ↑  Bruno Marc, Dolmens et menhirs du Quercy : 25 circuits de découverte préhistorique, Sète, Nouvelles Presses du Languedoc, 2010, 165 p. (ISBN 978-2-35414-036-6), p. 97.